# Hans-Hermann Hoppe
Hans-Hermann Hoppe, född den 2 september 1949 i Peine i Västtyskland, är en tysk-amerikansk nationalekonom, som är känd för att kombinera anarkokapitalistisk filosofi med värdekonservativa ståndpunkter.

## Biografi
Hoppe studerade i Saarbrücken och Frankfurt, och avlade doktorsexamen i filosofi 1974 vid Goethe-universitetet i Frankfurt (med Jürgen Habermas som handledare) samt erhöll habilitation (docentur) i nationalekonomi 1981.
År 1986 flyttade Hoppe till USA och var professor vid University of Nevada i Las Vegas fram till 2008, då han gick i pension.

## Gärning
Hoppe anses som en av de främsta arvtagarna till och uttolkarna av Murray Rothbard, som han också arbetade med fram till dennes död 1995. Hoppe är fellow vid Ludwig von Mises Institute, där Rothbard var aktiv under senare delen av sitt liv. Tillsammans med bland andra nuvarande chefen för institutet, Llewellyn Rockwell, hör Hoppe till den förgrening som brukar kallas paleolibertarianism.
Hoppe har fört fram idén om argumentationsetik som grund för rättigheter, vilken grundas i Jürgen Habermas och – framför allt – i Karl-Otto Apels forskning om modern diskursetik. Hoppe hör också, likt Rothbard, till den anarkokapitalistiska traditionen. Han har dock fått kritik av andra libertarianer för sina åsikter om monarki (som han anser vara bättre än demokrati) och invandring (som han menar kan behövas begränsas). Hoppe har också varit inblandad i kontroverser kring hans traditionella syn på homosexualitet.

## Böcker

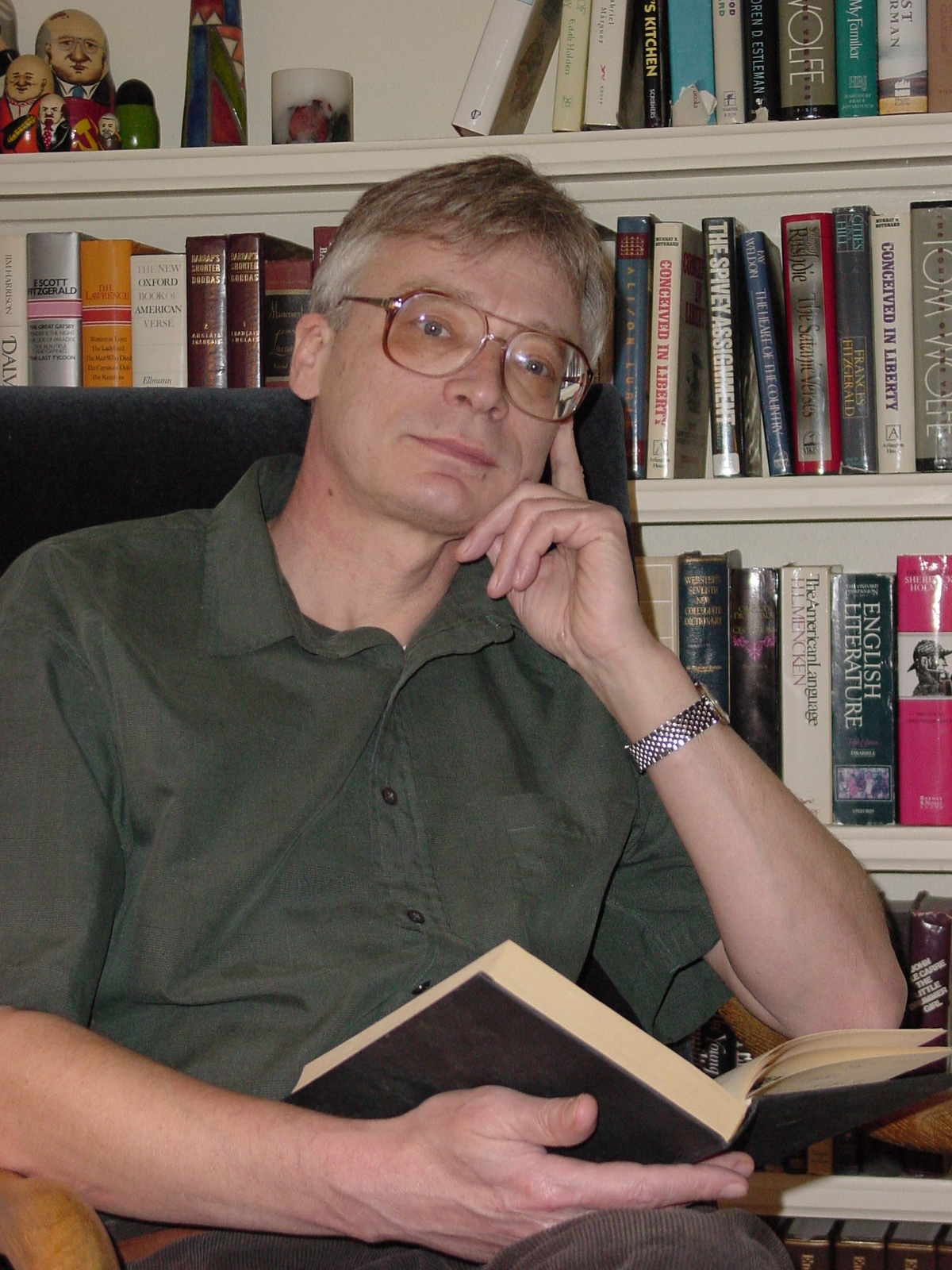
Hoppe år 2005.

### Tyska
- Handeln und Erkennen. Bern. 1976. ISBN 978-3261019004. OCLC 2544452.
- Kritik der kausalwissenschaftlichen Sozialforschung. Westdeutscher Verlag. 1983. ISBN 978-3531116242. OCLC 10432202.
- Eigentum, Anarchie und Staat. Westdeutscher Verlag. 1987. ISBN 978-3531118116. OCLC 18226538.

### Engelska
- A Theory of Socialism and Capitalism. Kluwer Academic Publishers. 1989. ISBN 0-89838-279-3. http://www.hanshoppe.com/publications/Soc%26Cap.pdf.
- Economic Science and the Austrian Method. Ludwig von Mises Institute. 1995. ISBN 094546620X. https://mises.org/pdf/esam.pdf.
- Democracy: The God That Failed - the economics and politics of monarchy, democracy and natural order. Transaction Publishers. 2001. ISBN 0765808684. OCLC 46384089.
- The Economics and Ethics of Private Property (2nd). Ludwig von Mises Institute. 2006. ISBN 0945466404. https://mises.org/books/economicsethics.pdf.

### Svensk översättning
- Hoppe, Hans-Hermann (2018). Mänsklighetens historia i korthet : framsteg och förfall – en austrolibertariansk rekonstruktion. Övers. Stefan Lindgren. Cultura Aetatis. ISBN 9789198463316.

## Artiklar

### Svensk översättning
| - Om fri invandring och påtvingad integration - Naturliga eliter, intellektuella, och staten - Liberalismens framtid – en vädjan efter en ny radikalism - Klassanalys enligt den Österrikiska och den Marxistiska skolan | - Måste Österrikare anamma likgiltighet - Hans-Hermann Hoppe om beskattning - Störta demokratin - Det demokratiska monstret |